# Cơ trên gai
Cơ trên gai (tiếng Anh: supraspinatus, số nhiều supraspinati, tiếng Pháp: Le muscle supra-épineux) là một cơ tương đối nhỏ của lưng trên. Cơ chạy từ hố trên gai (phần trên của xương vai) tới mấu chuyển lớn của xương cánh tay. Đây là một trong bốn cơ chóp xoay và thực hiện động tác giạng cánh tay ở vai. Gai vai phân tách cơ trên gai và cơ dưới vai.

## Cấu trúc
Cơ trên gai có nguyên ủy từ hố trên gai. Các gân cơ trên gai đi ngang, bên dưới mỏm cùng vai. Nghiên cứu năm 1996 cho thấy cơ có nguyên ủy ở vị trí sau-bên là nhiều hợn vị trí ngoài (vốn theo cách mô tả cổ điển).
Gân trên gai đi xuống, bám vào diện trên của mấu chuyển lớn xương cánh tay. Các chỗ bám ở xa của ba cơ chóp xuay bám mấu chuyển lớn xương cánh tay, được viết tắt là SIT đối với chỗ bám từ cao đến thấp (đối với cơ trên gai, cơ dưới vai và cơ tròn bé) hoặc SITS đối với chỗ bám của cơ dưới vai ở mấu chuyển bé xương cánh tay.

### Thần kinh chi phối
Thần kinh trên vai (C5) chi phối cơ trên gai và cơ dưới gai. Thân kinh xuất phát từ thân trên của đám rối thần kinh cánh tay. Thần kinh này có thể bị tổn thương khi gãy xương đòn, làm giảm khả năng thực hiện động tác giạng.

## Chức năng
Cơ trên gai thực hiện  động tác dạng, và kéo phần đầu xương cánh tay vào phía trong (phía ổ chảo). Cơ ngăn chặn phần đầu của xương cánh tay trượt xuống dưới.  Cơ trên gai cùng với cơ delta thực hiện động tác giạng, bao gồm cả khi cánh tay ở vị trí khép.  Ở góc giạng trên 15 độ, cơ delta tỏ ra ưu thế hơn trong động tác giạng cánh tay nên cơ delta là cơ giạng chính.

## Ý nghĩa lâm sàng

### Rách cơ
Chẩn đoán
X quang vai trước và vai sau sẽ thấy đầu xương cánh tay lên cao hơn so với mức bình thường, với khoảng cách đến mỏm cùng vai nhỏ hơn 7 mm.
Phục hồi
Một nghiên cứu đã chỉ ra rằng phẫu thuật nội soi chỗ rách  của cơ trên gai tỏ ra hiệu quả khi phục hồi chức năng vai.

## Hình ảnh bổ sung

Vị trí của cơ trên gai (màu đỏ). Hình động.
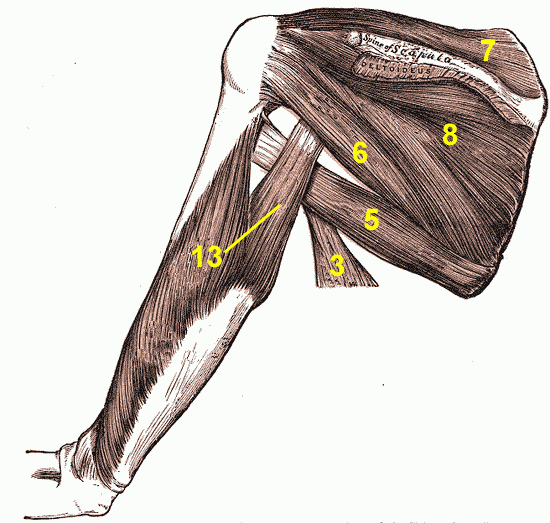
Cơ ở vai bên trái, nhìn từ phía sau. 3. Cơ lưng rộng 5. Cơ tròn lớn 6. Cơ tròn bé 7. Cơ trên gai 8. Cơ dưới gai 13. Đầu dài của cơ tam đầu cánh tay.
Cử động của cơ trên gai bên phải, nhìn từ phía trước. Ba xương xuất hiện trong hình là mỏm cùng vai (trên cùng), mỏm quạ (giữa) của xương vai và xương cánh tay (trái).
Sơ đồ khớp vai người, mặt trước
Sơ đồ khớp vai người, mặt sau

- Cơ ở vai bên trái, nhìn từ phía sau.
 3. Cơ lưng rộng 
 5. Cơ tròn lớn 
 6. Cơ tròn bé 
 7. Cơ trên gai 
 8. Cơ dưới gai 
 13. Đầu dài của cơ tam đầu cánh tay.
- Cử động của cơ trên gai bên phải, nhìn từ phía trước. Ba xương xuất hiện trong hình là mỏm cùng vai (trên cùng), mỏm quạ (giữa) của xương vai và xương cánh tay (trái).
- Sơ đồ khớp vai người, mặt trước
- Sơ đồ khớp vai người, mặt sau